# 안준호 (프로게이머)
안준호(1986년 2월 1일 ~ )는 대한민국의 전직 스타크래프트 프로게이머이다. 주 종족은 프로토스이며, 아이디는 TheROCK[3.33]을 사용한다. 개명 전 이름은 안기효(安基孝)였다.
대한민국 공군 사병으로 복무한 그는 현재 아프리카BJ로 활동중이다.

## 개명 전 선수 시절
2003년 위메이드 폭스에 입단하며 프로게이머 생활을 시작했다.
안준호는 데뷔초 '물량의 안기효' (개명 전)라 불릴 만큼 선굵은 플레이를 자주 구사했으며, 소속팀의 주축 프로토스로서 오랜 기간 활약하였다. 특히 온게임넷 스타리그에선 프로토스 중 박정석 (당시 KT 롤스터, 현재 CJ 엔투스 LOL팀 감독), 송병구 (삼성 갤럭시) 다음으로 많은 본선 진출 기록을 가지고 있다. (BATOO 스타리그까지 총11회)
조 지명식에서의 입담과 승리 세리머니 등 경기 외적으로도 많은 화제를 낳은 바 있다.
그 후 2010년 4월 공군 e스포츠병 모집에 최종 합격하였고 2012년 공군 ACE의 플레잉 코치로 활동하였으며, 2012년 7월 6일 전역하였다.

## 개명 후
2012년 9월 4일 게임조선의 보도에 따르면 안준호는 기존의 '안기효'에서 현재 이름으로 개명했다고 알려졌다. 이후 은퇴를 선언하였고, 현재 전직 스타크래프트: 브루드 워 프로게이머인 강구열과 함께 IT 회사인 아프리카 TV에 입사했다.
2014년 7월 아프리카 TV에서 퇴사한 뒤 아프리카TV BJ로 활동했다.

## 하부리그의 총 사령관
비록 본선에서의 성적은 참혹했지만 (사실상 모든 본선에서 16강 탈락), 항상 하부리그 (챌린지/듀얼토너먼트/36강 등) 에서는 기염을 토하며 S급 선수들조차 이기고 올라오면서 붙은 별명이다. 특히 스타챌린지 2007 1st 시드결정전에서 6강에 이성은, 4강에 이영호, 결승에 이제동을 잡고 EVER 07 스타리그에 진출하면서 다시 세간의 화제가 되었다. 안준호는 5판 3선승제에서 이제동을 이긴 유일한 프로토스 선수이다.

## 기타
- 방송경기 데뷔무대였던 챌린지리그 vs 서지훈전에서 무승부를 기록했다. 이는 온게임넷의 스타리그(챌린지리그 포함) 역사상 최초의 무승부이기도 하다.
- 2009년 이후 공식전에 거의 출전조차 하지 못하고, 나와도 형편없는 경기력으로 패배하곤 하며 팬들에게 욕을 먹었는데, 실제로 빌드나 전략을 짜는 데는 여전히 탁월하다는 평가를 받았다. 폭스팀 주장으로 있으면서 팀원들의 전략 수립에 많은 도움을 준 것으로도 알려져 있으며, 공군팀 입대 후 공군팀이 선전하고 있는 데에도 안준호의 역할이 크다는 말이 있다. 다만 실제 경기에 출전해서는 연패 기록을 이어가고 있었으며, 경기력 또한 좋지 못한 편이었다. 공군에서도 제대할때까지 플레잉코치로 활약하였었다.

## 2년만의 프로리그 승리
2011년 3월 20일 공군 ACE 소속의 안준호는 '프로토스의 미래' 라 불리던 하이트 엔투스 상대의 장윤철을 상대로 선봉전에서 승리함으로써 2년 만에 프로리그에서 승리함과 동시에 12연패를 마감하였다.

## 주요 경력
- 2004년 EVER 스타리그 2004 16강
- 2005년 So1 스타리그 16강
- 2006년 신한은행 스타리그 2005 8강
- 2006년 신한은행 스타리그 2006 시즌1 16강
- 2006년 신한은행 스타리그 2006 시즌2 8강
- 2007년 EVER 스타리그 2007 16강
- 2008년 박카스 스타리그 2008 16강
- 2008년 EVER 스타리그 2008 8강
- 2008년 인크루트 스타리그 2008 16강
- 2008년 곰TV TG삼보-인텔 클래식 2008 시즌2 16강
- 2009년 BATOO 스타리그 08~09 36강
- 2015년 헝그리앱 스타즈 리그 위드 콩두 16강